# 카르카손 성채
카르카손 성채(프랑스어: Cité de Carcassonne, 오크어: Ciutat de Carcassona)는 프랑스 옥시타니 오드주의 카르카손에 위치한 중세시대 성채이다. 도시 중심부의 남동쪽에 있는 오드강 우안의 언덕에 자리 잡고 있다.
카르카손 성채는 19세기 말 건축가 및 건축 이론가 외젠 비올레르뒤크에 의해 복원이 이뤄졌다. 1997년, 중세 성채 도시로서의 건축술 및 설계에 대하여 이례적으로 보여주는 점으로 인해 유네스코 세계문화유산 목록에 추가되었다.

## 역사

### 초기 역사
갈로로만 시대에 건설된, 카르카손 성채는 52개의 탑이 배치되어 있고 이중으로 둘러싸인 3km 길이의 성벽으로 유명하다. 카르카손이라는 도시 자체는 약 2,500년의 역사를 지녔고 각기 시대마다 로마인, 서고트족, 십자군 등이 거주했었다. 카르카손의 역사가 시작될 당시에 이곳은 갈리아인들의 취락이었으며, 서기 3세기에 들어 로마인들이 이곳을 요새화 된 도시로 변모시키기로 결정하였다. 로마의 요새 시설은 서기 333년에 설치되었으며, 당시에 이곳은 '카스텔룸'으로 묘사되었다. 최초의 성벽은 막벽을 따라 18 ~ 30 미터 간격으로 배치된 34개에서 40개 사이 방어탑이 세워져 있었다. 각 탑은 평면상 반원형이며 높이는 약 14미터였다. 추정상 40곳의 주요 출입구가 있었던 것으로 보인다. 갈로로마 시대의 성벽은 5-6세기에 서고트족이 이곳에서 거주하는 동안 다시 지어졌으나, 본래의 구조물은 그 자리에 남아 있다.

### 중세 시대
알비, 님, 베지에의 자작 베르나르 아통 4세 트렝카벨은 이 도시에 여러 건설 계획과 더불어 번영의 시기를 가져왔다. 이 시기에, 랑그도크에서 카타리파라고 항열진 새로운 종파가 생겨났다. 1096년, 트렝카벨 자작은 교황 우르바노 2세의 축복과 함께 생 나제르 대성당의 건설 인가를 하였다. 1107년, 카르카손 시민들은 트렝카벨 자작의 통치권을 거부하고 바르셀로나 백작 라몬 베렝게르 3세에게 그를 제거해 달라 요청하였다. 베르나르 아통 5세는 툴루즈 백작 베르트랑의 도움을 받아 성채의 소유권을 되찾았다. 1120년, 두 번째 반란이 있었으나, 베르나르 아통은 몇 년 만에 질서를 회복했다. 1130년, 그는 본인을 위한 궁전 건설과 갈로로만 시대의 요새 재건 작업을 시작하였다. 카르카손 성채는 처음으로 완전하게 요새 시설로 둘러싸이게 되었다. 이 시기, 카르카손은 성벽 아래를 기준으로 나르본 성문의 위쪽의 부르생뱅상 (bourg Saint-Vincent)과 남쪽의 부르생미셸 (bourg Saint-Michel) 등 두 취락의 거주민을 포함해 3천에서 4천 사이의 많은 인구가 있었다.
1208년, 교황 인노첸시오 3세는 프랑스 북부의 귀족들에게 카타리파에 맞서는 십자군에 동참할 것을 요구하며, 알비 십자군을 벌였다. 이단이라는 혐의에 놓인 툴루즈 백작과 더불어 그의 봉신 트랑카벨 자작 등이 이 공격에 주요 목표였다. 1209년 8월 1일, 카르카손 성채는 십자군들의 포위에 놓였다. 레몽로제 트랑카벨은 시민들의 목숨을 대가로 8월 15일에 빠르게 항복했다. 성채 주변의 마을은 파괴되었고 시민들은 추방당했다. 트랑카벨 자작은 1209년 11월 10일 본인의 성에서 이질로 사망했다.
그의 영지는 십자군의 지휘관 시몽 드 몽포르에게 주어졌다. 툴루즈 공성전 중인 1218년에 그가 사망하면서, 그의 아들 아모리 드 몽포르가 카르카손 성채의 소유권을 얻었으나, 이를 유지하지는 못했다. 그는 이를 프랑스의 루이 8세에게 양도했으나, 툴루즈의 레몽 7세 및 푸아의 백작들이 프랑스 왕에 대항해 동맹을 맺었다. 1224년, 레몽 2세 트랑카벨이 성채를 되찾았지만, 루이 8세가 1226년 다시 한번 십자군 전쟁을 일으켰다. 이 시기부터 카르카손 성채는 프랑스 왕실 소유가 되었다.

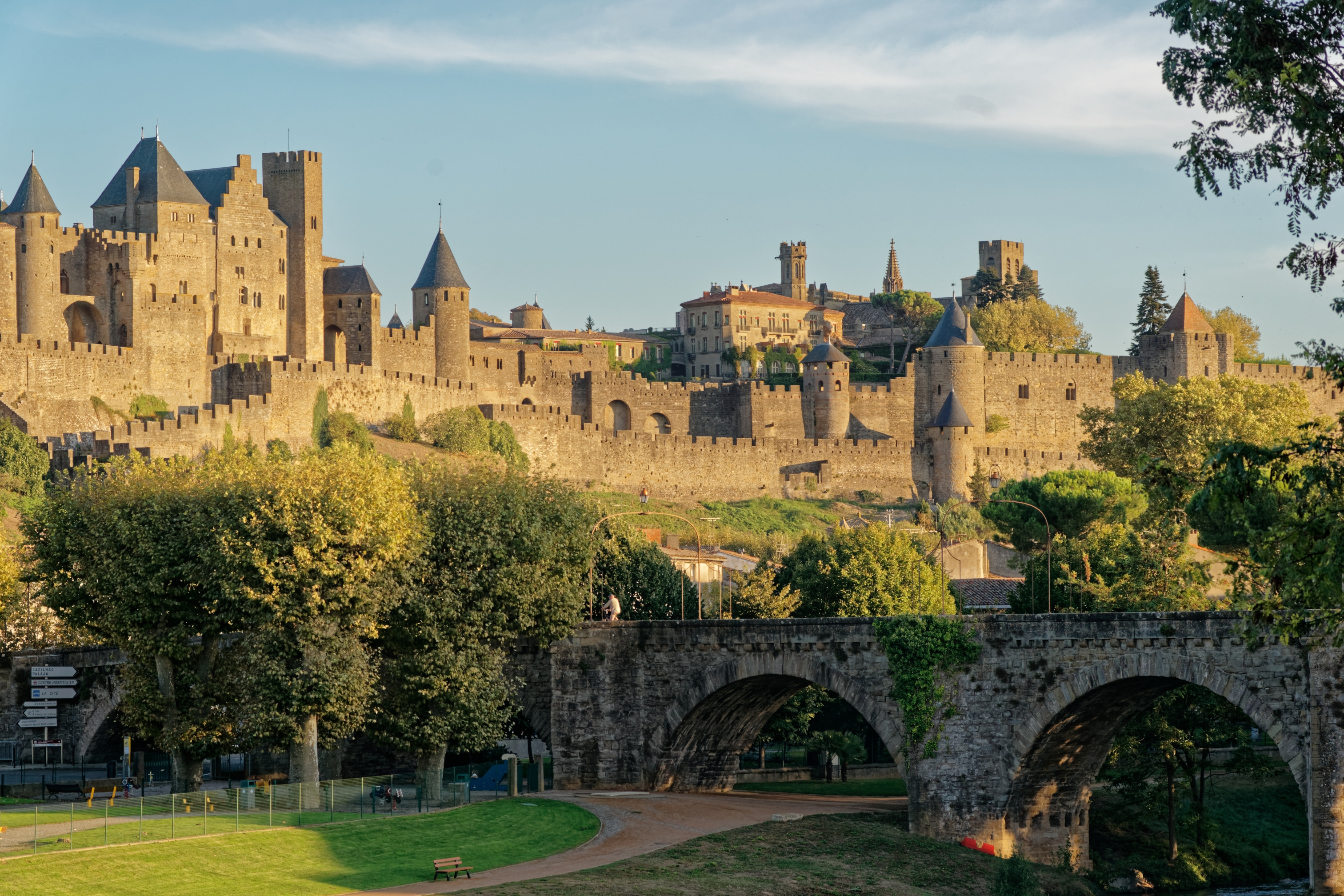
14세기에 건설되었고 1926년 이래로 '국가 기념물'로 지정된 퐁비외와 카르카손 성채.

1226년 이후, 추가적인 방어선이 로마 시대 성벽 밖으로 더해졌다. 카르카손은 최종적으로 1247년에 프랑스 왕국으로 합병되었다. 카르카손 성채는 프랑스와 아라곤 연합왕국 사이 프랑스의 강력한 최전선 역할을 수행했다. 이 시기, 안쪽의 로마 시대 성벽은 대부분 허물어져 사라졌고, 새롭게 쌓은 바깥쪽 성벽은 보수가 이뤄지고 남쪽으로 확장되었다. 이 작업 시기에 건설된 새로운 탑들 주로 원형의 모습을 하고 있으며, 두 개는 사각형 형태를 하고 있다. 건설 작업은 14세기 초 필리프 4세 재위까지 계속됐다.
1659년, 피레네 조약이 체결된 뒤, 루시용 지방이 프랑스의 일부가 되었고 카르카손도 군사적 중요성을 상실하였다. 요새 시설은 버려졌고 카르카손은 양모 산업이 집중된 프랑스의 경제 중심지 중 한 곳으로 변모했다. 1793년 11월, 도시의 혁명 의회는 성채의 기록 보관소를 불태웠고 1804년에는 나폴레옹의 지시에 따라 공식적으로 요새가 해체되면서, 요새 시설의 대부분 소유권이 민간에게 전환되었다.

### 복원

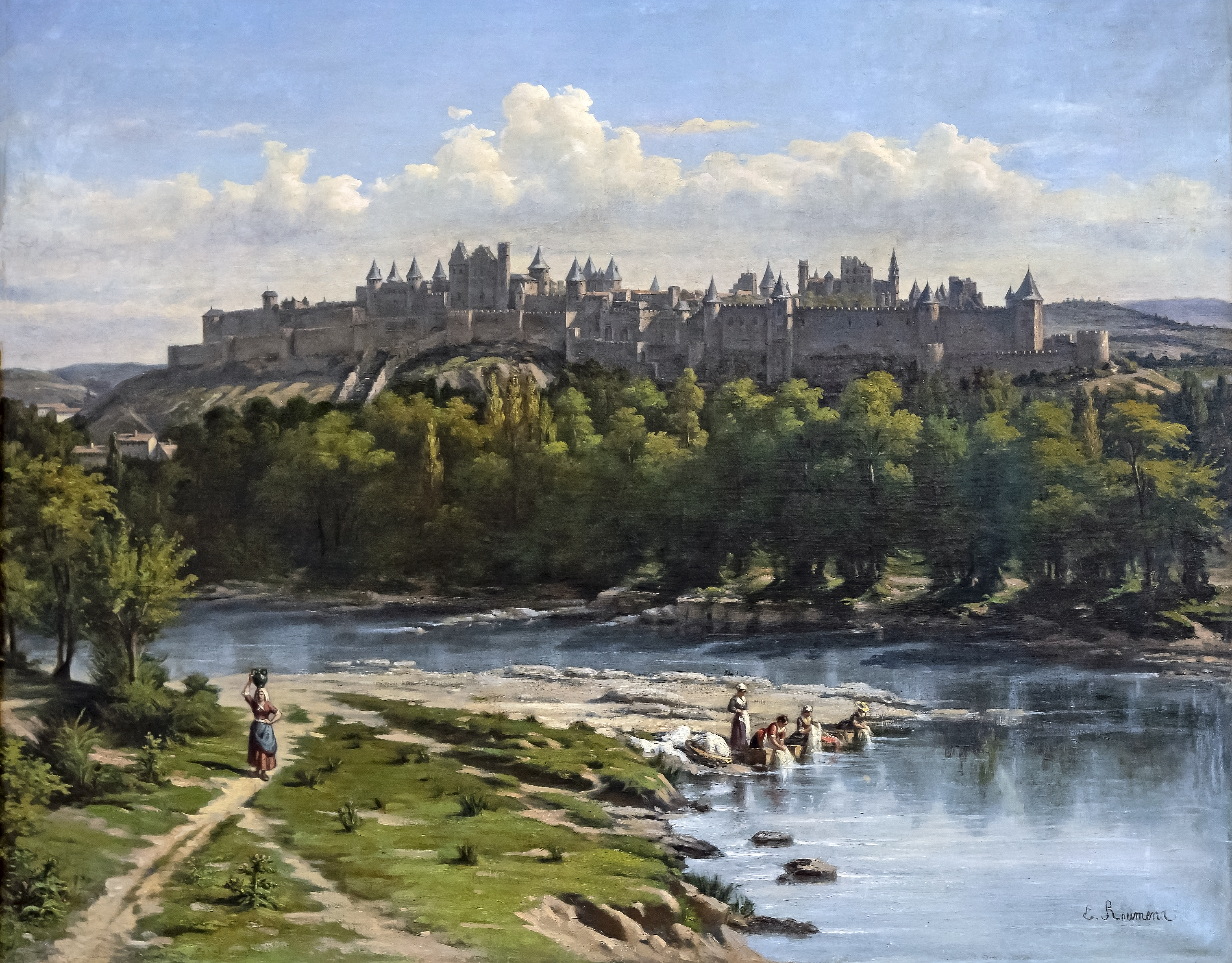
에밀 루망의 '카르카손 성채' (1900년경작, 카르카손 미술관 소장)

1849년, 프랑스 정부는 카르카손의 성채가 해체되어야 한다는 결정을 내렸다. 이 결정은 지역민들의 강한 반발을 샀다. 저명한 고고학자이자 역사가들이던 장피에르 크로마이르비유와 프로스페르 메리메 등 이 두 명은 역사 기념물로서 카르카손 성채의 보존 운동을 이끌었다. 프랑스 정부는 이후에 철거 결정을 뒤집고 1853년에 복원 작업에 나섰다. 건축가 외젠 비올레르뒤크가 성채 보수 작업을 맡았다. 비올레르뒤크의 보수 작업은 테라코타 기와 대신 북프랑스에 어울리는 슬레이트 지붕을 덧씌우며 이 지역의 기후와 전통에 부적절하다는 이유로 생전에 비판의 대상이었다. 1879년 그가 죽고 난 뒤로, 보수 작업은 그의 제자 폴 보스윌왈드가 이어받았고, 그 이후에는 건축가 노데 (Nodet)가 물려받았다. 카르카손의 역사 도시의 이미지는 지역 럭비 리그 팀인 AS 카르카손의 엠블럼에 등장한다.

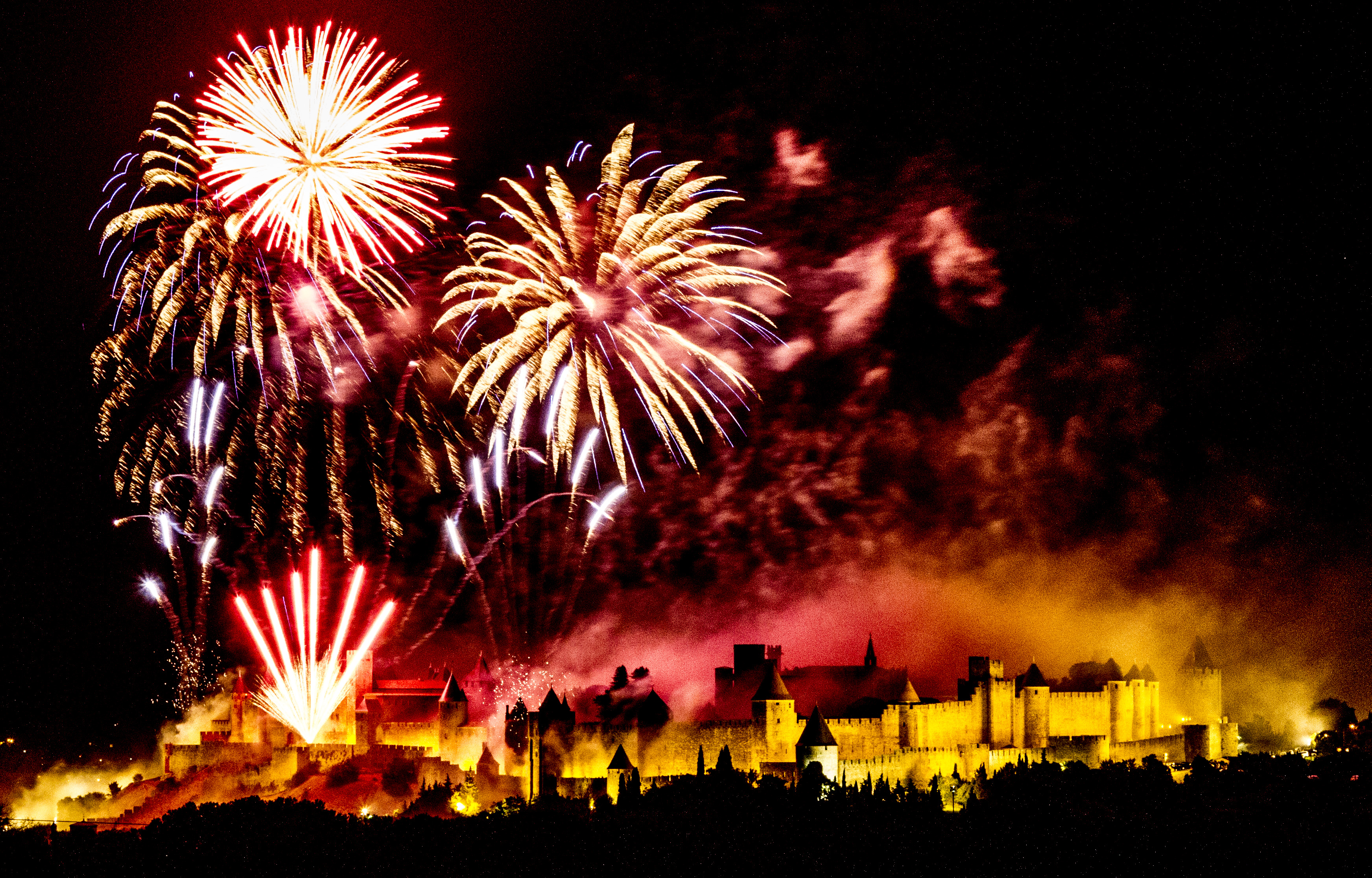
2014년 혁명 기념일 당시 불꽃놀이

## 주요 장소

### 콩탈성
카르카손 성채 내에 있는 콩탈성 (Chateau Comtal)은 카르카손 자작들이 머물렀던 요새이다. 12세기가 시작될 무렵에 건설된 이곳은 이후 여러 차례 개축이 있었다. 1240년부터 1250년까지, 성벽을 강화하기 위해 더 많은 망루, 옹성, 해자를 추가하는등의 주요 작업이 진행됐다.

## 카르카스 부인 전설
카르카스 부인은 카르카손의 전설상 인물이다. 전설에 따르면, 그녀는 샤를마뉴에 맞서다가 전사한 카르카손의 무슬림 영주 발락 (Ballak)의 아내이다. 카르카스 부인은 남편이 죽고나서, 프랑크 군대에 맞서 도시의 방어를 맡았고 무찔러냈다고 전해진다. 카르카스는 처음에 병사들을 가장한 허수아비를 만들어 도시의 각 탑에 배치하는 속임수를 사용했다. 포위는 5년간 지속되었다.
그렇지만 6년 차에 접어들며, 식량과 식수가 점차 모자라갔다. 카르카스 부인은 남겨진 모든 비축물의 목록을 작성하고자 했다. 카르카손은 사라센의 도시였고, 따라서 인구의 일부는 무슬림들로 돼지고기를 먹지 않았다. 주민들은 그녀에게 돼지 한 마리와 밀가루 한 자루를 가져왔다. 그녀는 돼지에게 밀가루 자루를 먹인 뒤, 그것을 성 외곽 성벽 아래로 향한 도시의 가장 높은 탑에서 밀어 떨어뜨리는 아이디어를 떠올렸다.
샤를마뉴와 그 가신들은 이 도시가 여전히 병사들과 더불어 돼지에게 밀을 돼지에게 먹이는 점을 보아 음식이 풍부하다고 믿어, 포위를 포기하였다. 샤를마뉴의 군대가 도시 앞의 평야를 떠나는 것을 본 카르카스 부인은 본인이 짠 전략의 승리의 기쁨으로 가득하였고 도시의 모든 종을 울리기로 결정했다. 샤를마뉴의 병사들 중 하나가 이걸 보고 "카르카스가 종을 울리고 있다!" (프랑스어 : Carcas sonne! / 카르카스 손)라고 외쳤고, 여기에서 도시의 이름이 유래했다.